# Le Plessis-Robinson
Le Plessis-Robinson település Franciaországban, Hauts-de-Seine megyében. Lakosainak száma 28 893 fő (2022. január 1.). Le Plessis-Robinson Châtenay-Malabry, Clamart, Fontenay-aux-Roses és Sceaux községekkel határos.

## Népesség
A település népességének változása:
| Lakosok száma | 28 500 | 28 974 | 29 192 | 29 100 | 29 665 | 30 061 | 29 562 | 29 228 | 28 893 |
|               | 2013   | 2015   | 2016   | 2017   | 2018   | 2019   | 2020   | 2021   | 2022   |